# Ann Maenhout
Ann Maenhout (Brugge, 8 februari 1969) is een voormalige Belgische atlete, die gespecialiseerd was in de  400 meter horden. Zij werd viermaal Belgisch kampioene.

## Loopbaan

### Jeugd
Maenhout veroverde jeugdtitels op de 100 m en de 400 m horden. Ze veroverde zowel op de Europese als de Wereldkampioenschappen voor junioren een zilveren medaille op de 400 m horden.

### Doorbraak bij de senioren
In 1988 veroverde Maenhout haar eerste van drie opeenvolgende Belgische titels op de 400 m horden. In 1989 verbeterde ze in Rieti met een tijd van 56,70 s het meer dan tien jaar oude Belgische record van Lea Alaerts.

### Geen Olympische Spelen
In 1992 probeerde Maenhout, die al had deelgenomen aan de Europese kampioenschappen van 1990 en de Wereldkampioenschappen van 1991, haar selectie voor de Olympische Spelen af te dwingen. Het BOIC had daarvoor de limiet op 55,60 s gelegd, zeven tienden onder haar toenmalige Belgisch record. Ze slaagde er echter niet in om in de buurt van haar Belgisch record te komen en werd ook niet opgevist. Pas op de Memorial Van Damme verbeterde ze haar Belgisch record naar 53,21 s. Daarmee behaalde ze meteen ook het minimum voor deelname aan de Wereldkampioenschappen 1993. Op deze Wereldkampioenschappen behaalde ze een zevende plaats in de halve finale.

### Lange tijd buiten strijd
Enkele weken nadat Maenhout, die profsporter in het leger was, haar Belgisch record in Reims op 55,59 s had gebracht, nam ze eind augustus 1993 nog deel aan de Wereldkampioenschappen voor militairen. Nadien liep ze tijdens een simpele operatie aan haar linkervoet, een zware ontsteking op, die haar negentien maanden buiten strijd hield. Nadien zou ze nooit meer het niveau van voordien bereiken en werd haar rol van leading lady op de 400 m horden overgenomen door Ann Mercken

### Clubs
Ann Maenhout begon, net als haar tweelingzus Katrien haar carrière bij Rebels Atletiekclub Oostende (RACO). Ze stapte daarna over naar Atletiek Vereniging Toekomst. In 1993 verhuisde ze naar de Brussels superclub Track Club Brussels (TCB). Op het einde van haar carrière liep ze voor RFC Luik.

## Belgische kampioenschappen
| onderdeel    | jaar                   |
| ------------ | ---------------------- |
| 400 m horden | 1988, 1989, 1990, 1992 |

## Persoonlijke records
| Onderdeel    | Prestatie | Datum        | Plaats |
| ------------ | --------- | ------------ | ------ |
| 400 m horden | 55,59 s   | 30 juni 1993 | Reims  |

## Palmares

### 200 m
- 1990:  BK AC indoor – 25,32 s

### 800 m
- 1993:  BK AC indoor – 2.06,57

### 400 m horden
- 1987:  Europese kampioenschappen junioren in Birmingham – 57,47 s
- 1988:  Wereldkampioenschappen junioren in Sudbury – 57,58 s
- 1988:  BK AC – 57,72 s
- 1989:  BK AC – 57,13 s
- 1990:  BK AC – 56,52 s
- 1990: diskwalificatie Europese kampioenschappen in Split
- 1991: 5e reeks Wereldkampioenschappen in Tokyo – 58,39
- 1992:  BK AC – 56,0 s
- 1993: 7e ½ finale Wereldkampioenschappen in Stuttgart – 56,17

## Onderscheidingen
- 1988: Gouden Spike voor beste belofte